# Переводчица (фильм)
«Перево́дчица» (англ. The Interpreter) — художественный фильм Сидни Поллака, его последняя режиссёрская работа.

## Сюжет
Переводчик-синхронист с французского и испанского языков Сильвия Брум (Николь Кидман) работает в штаб-квартире Организации Объединённых Наций в Нью-Йорке. Однажды, не вовремя вернувшись поздним вечером за вещами в свою кабинку, она прислушивается к звукам, доносящимся из невыключенных наушников, и случайно становится свидетельницей разговора в затемнённом зале пленарных заседаний Генеральной Ассамблеи. Невидимые в полутьме заговорщики обсуждают подготовку покушения на диктатора африканской страны Республика Матобо, доктора Эдмонда Зувани, который собирается выступить через несколько дней перед Генеральной Ассамблеей.
Сообщив об услышанном внутренней полиции ООН, Сильвия попадает в поле зрения сотрудников Секретной службы США, занимающихся, в числе прочего, сопровождением и охраной глав иностранных государств на территории страны. По ходу развития действия выясняется, что сама Сильвия родилась в Матобо, у неё до сих пор двойное гражданство и действующий паспорт Матобо. Разговор в зале Генеральной Ассамблеи вёлся на языке ку, на котором говорит одно из племён в Матобо; при этом, по словам агентов Секретной службы, Сильвия, «случайно» услышавшая этот разговор — один из всего восьми человек в США, владеющих этим редчайшим африканским наречием. Так что у следователя есть все основания подозревать Сильвию во лжи и даже причастности к подготовке покушения.
Когда Сильвии было 12 лет, машина, в которой её родители везли из школы младшую сестру, подорвались на одной из мин, заложенных по приказу Зувани в районе партизанских действий его противников. И, несмотря на то, что старший брат Сильвии — Саймон, погибает в первой же сцене фильма, его возможная причастность к действиям противников Зувани лишь укрепляет подозрения сотрудников Секретной службы.
Дело ведёт детектив Тобин Келлер (Шон Пенн). Его бросила жена, по его словам, уже не в первый раз, потом позвонила, что хочет вернуться, но по дороге домой погибла в автокатастрофе — всего две недели назад. Тобину будет очень сложно не влюбиться в Сильвию.

## В ролях
| Актёр             | Роль                                                                    |
| ----------------- | ----------------------------------------------------------------------- |
| Николь Кидман     | Сильвия Брум, переводчица ООН                                           |
| Шон Пенн          | Тобин Келлер, следователь Секретной службы США                          |
| Кэтрин Кинер      | Дот Вудс, офицер Секретной службы США, напарница Келлера                |
| Эрл Камерон       | доктор Эдмонд Зувани, президент Республики Матобо                       |
| Йеспер Кристенсен | Нильс Луд, голландский наёмник, руководитель службы безопасности Зувани |
| Джордж Харрис     | Куман-Куман, политический противник Зувани                              |
| Кертисс Кук       | Эжен Кзола, политический противник Зувани                               |
| Сидни Поллак      | Джей Петтигрю, шеф Келлера и Вудс                                       |
| Клайд Кусацу      | Ли Ву, шеф полиции ООН                                                  |
| Майкл Райт        | Маркус                                                                  |
| Эрик Кинлисайд    | Рори Роб                                                                |
| Хьюго Спир        | Саймон Брум, брат Сильвии                                               |
| Иван Атталь       | Филипп Бруле́, француз-фотокорреспондент, друг Сильвии и Саймона         |
| Адриан Мартинес   | Роланд, звукооператор техцентра ООН                                     |
| Маз Джобрани      | Мо                                                                      |
| Юсуф Гейтвуд      | Даг                                                                     |
| Байрон Атли       | Жан Гамба                                                               |
| Дэвид Зейес       | Чарли Рассел                                                            |
| Терри Серпико     | агент Льюис                                                             |
| Ловари            | Кук                                                                     |

## Съёмки
- Это первый и на декабрь 2012 единственный[1] фильм в истории кино, снятый внутри Штаб-квартиры Организации Объединённых Наций.

## Саундтрек
Все композиции к фильму написал Джеймс Ньютон Ховард.
| №                   | Название                      | Длительность |
| ------------------- | ----------------------------- | ------------ |
| 1.                  | «Matobo»                      | 8:22         |
| 2.                  | «Silvia Is Followed»          | 1:25         |
| 3.                  | «Tobin Comes Home»            | 2:18         |
| 4.                  | «Silvias Background»          | 1:06         |
| 5.                  | «Philippe»                    | 1:29         |
| 6.                  | «Drowing Man Trail (Atolago)» | 1:47         |
| 7.                  | «Guy Forgot His Lunch»        | 3:03         |
| 8.                  | «Phonecall»                   | 1:11         |
| 9.                  | «Simons Journals»             | 3:06         |
| 10.                 | «Silvia Showers»              | 2:53         |
| 11.                 | «Did He Leave a Note?»        | 3:58         |
| 12.                 | «Zuwanie Arrival at UN»       | 6:00         |
| 13.                 | «Assassin»                    | 4:14         |
| 14.                 | «End Credits (Atolago)»       | 4:10         |
| Общая длительность: | Общая длительность:           | 43:02        |

## Отзывы
На сайте-агрегаторе Rotten Tomatoes фильм имеет рейтинг 57% на основании 195 критических отзывов.